# 正木慎也
正木 慎也（まさき しんや、1969年5月29日 - ）は、日本の俳優、タレント、歌手。男性アイドルグループ・忍者の元メンバー。愛称「慎くん」。

## 所属事務所
ジャニーズ事務所　→　オフィスJ&T　→　CINEMACT

## ジャニーズ時代の参加ユニット
- おめで隊（他事務所のタレントとの合同グループ）
- 少年忍者
- 少年御三家
- 忍者
- 四銃士

## 人物・来歴
- 1982年1月17日（日曜日）、ジャニーズ事務所入所。同期生は元光GENJIの大沢樹生がいる。
- 1987年、萩本欽一プロデュースのアイドルグループ「おめで隊」としてレコードデビュー。
- 1990年8月、アイドルグループ「忍者」としてCDデビュー。高い歌唱力を持ち、リードボーカルとして活躍した。
- 1997年 忍者が活動休止。
- 2000年 事務所を退社。
- ジャニーズ事務所退社後は舞台やライブ、ファンを主体としたイベントを中心に活動。
- 2011年からは、音楽配信やゲストライブ出演、ライブ、ファンイベントをさらに充実させ精力的に活動中。

## 主な出演作品

### テレビドラマ
- 日本テレビ開局30周年記念ミュージカル・ドラマ『夏の王様』（1982年10月6日、日本テレビ）ウィズの子どもたち役
- 年ごろ家族 （1984年、TBS）- エキストラ出演
- 本当にあった怖い話
- 魔の季節 （TBS）
- 誰かが誰かに恋してる （1996年　TBS）
- 七曲署捜査一係 （1997年　日本テレビ） - 矢部達也 役
- 影武者 織田信長 （テレビ朝日） - 森蘭丸 役
- 渡る世間は鬼ばかり （TBS）
- 小樽運河殺人案内

1. 20時18分の死神 小樽発・殺意の旅路（テレビ東京・愛と女とミステリー）
2. 25時13分の首縊り 小樽・記憶喪失の女 （テレビ東京・愛と女とミステリー）

### 映画
- あいつとララバイ （1983年、東宝）エキストラ出演
- トイ・ソルジャー （日本語吹き替え版ビデオにて声優出演）
- 天使のウィンク 日光猿軍団

### Vシネマ
- バトル・チャレンジャー/激走

### ラジオ
- 少年忍者のMidnight War （文化放送）
- 忍者、ナン者、モン者!! （ABCラジオ）
- 忍者の今夜もお祭り （文化放送）
- 忍者のハート・ロック 三十分一本勝負 （文化放送）
- 正木慎也 君にCheers! （青森放送）秋田・山形・岩手等　東北4県

### CM
- エバラ食品工業

### 舞台・ミュージカル
- ザ・サスケ （1985年）
- 「少年隊ミュージカルPLAYZONE」シリーズ （通称・プレゾン、PZ）

1. PLAYZONE　"MYSTERY" （1986年）
2. PLAYZONE'87　TIME-19 （1987年）
3. PLAYZONE'88　カプリッチョ ―天使と悪魔の狂想曲― （1988年）
4. PLAYZONE'89　Again （1989年）
5. PLAYZONE'90　MASK （1990年）
6. PLAYZONE'95　KING&JOKER （1995年）

- ABCミュージカル『阿国』 （二蔵役）
- 浮世の花びら （飴屋の平六役）
- 夜の鶴 （武夫役）
- スサノオ―古事記・生命と炎のロマン― （和魂・須佐之男命〔にぎみたまスサノオノミコト〕役）
- KYO TO KYO'97秋公演（1997年11月9日、京都・シアター1200）
- 女たちの忠臣蔵 （大石主税役）再演有
- おしん《青春編》 （東京宝塚劇場、田倉竜三役）再演有
- 秋のかげろう
- かたき同志 （植草克秀とのWキャストで清太郎役）再演有
- おんなの家
- サウンドオブミュージック
- 月の光
- ONE STEP TO MUSICAL（再演版に出演。初演版で遠藤直人が演じた役を担当。）
- 付き馬屋おえん
- ちゃっかり八兵衛
- 人魚姫 （地方公演の再演有）2010年3月
- 同期の桜
- 日本昔話
- 白雪姫 （全国公演の再演有）
- 劇団若獅子公演 「忠臣蔵伝説　その前夜」
- 2010年4月 5月　丹下左善　左膳の恋歌
- 2010年5月「女優」岡田 茉莉子　主演
- 2010年7月「新宿ミッドナイトベイビー」（山本モナ主演）
- 2011年4月 青嵐〜幕末黎明伝〜
- 2012年4月 暁にいざよいて
- 2013年4月 花は紅染千代一座
- 2012年7月 人魚姫　三越劇場
- 2013年4月 劇団若獅子プロデュース公演 「花は紅　染千代一座」
- 2013年5月 劇場版★スターズシアター 「虹の彼方へ」ブディストホール
- 2013年9月　「カンヌ・パリ結婚行進曲」演出　愛川欽也
- 2013年9月「花より団子よりサランヘヨ」キンケロシアター
- 2013年11月 劇場版★スターズシアター「河の流れは」ブディストホール
- 2014年5月 劇場版★スターズシアター「遥かなる空」ブディストホール
- 2014年7月 「薔薇色の女優」演出　愛川欽也
- 2014年9月 Kiss Me You〜がんばったシンプー達へ〜　キンケロシアター
- 2014年10月 劇場版★スターズシアター「蒼天の光」キンケロシアター
- 2014年12月 プレゼンツのクリスマスキャロル「我が家」

## 主なイベント・LIVE

### 2004年
- 8月 多摩テックイベント

### 2005年
- 2月 赤坂GRAFFITI バレンタインデーライヴ
- 5月 大阪Zippy バースデーライヴ
- 12月 青山eragu shinya's X'mas ライヴ

### 2006年
- 11月 新宿Haney Bee shinya masaki らいぶ・ライヴ・LIVE　2006FINAL

### 2007年
- 3月 名古屋 イベント AT HOME 的 IN 鯱
- 3月 大阪 イベント 正木慎也を捕まえろ！！USJ
- 9月 東京DDイベント
- 10月 - 12月　DDイベント名古屋・神戸・江ノ島

### 2008年
- 5月 新宿Haney Bee shinya masaki らいぶ・ライヴ・LIVE　2008
- 7月 大阪　FUZZ shinya masaki らいぶ・ライ ヴ・LIVE　2008
- 10月 名古屋　TIGHT ROPE shinya masaki らいぶ・ライヴ・LIVE　2008

### 2009年
- 5月 東京 shinya masaki LIVE2009 a solemn promise バースデーLIVE
- 9月 名古屋TIGHT ROP E shinya masaki LIVE2009 a solemn promise

### 2010年
- 2月 東京 らいぶ・ライヴ・LIVE　shinya masaki LIVE2010 enjoy it together
- 3月 大阪 らいぶ・ライヴ・LIVE　shinya masaki LIVE2010 enjoy it together
- 9月 東京 らいぶ・ライヴ・LIVE　shinya masaki LIVE2010 autumn fan
- 10月 大阪 らいぶ・ライヴ・LIVE　shinya masaki LIVE2010 autumn fan

### 2011年
- - 7月 DDイベント　横浜・八王子・大阪・名古屋
- 9月 - 11月 DDイベント　福岡・仙台・江ノ島・大阪・名古屋・東京
- 9月 - 11月 AHイベント　江ノ島・大阪・名古屋・札幌・横浜
- 5月29日 BDイベント TDL
- 6月5日 東京　らいぶ・ライヴ・LIVE 2011　(2回公演)
- 8月28日 東京　池袋CYBER　LIVE　（ゲスト出演）
- 10月23日 東京初台　ビデオ＆トークライブ
- 12月25日 東京新宿　らいぶ・ライヴ・LIVE 2011 X'MAS

### 2012年
- 「らいぶ・ライヴ・LIVE 2012 東京」 （2012年6月24日、池袋CYBER）
- 「らいぶ・ライヴ・LIVE 2012 大阪」 （2012年11月23日、心斎橋ALIVE）
- 「らいぶ・ライヴ・LIVE 2012 東京」 （2012年12月22日、池袋CYBER）

masaki shinya satoh hiroyuki LIVE 2013 「LIVE DUO」
（2013年7月7日：大阪・club vijon、13日：六本木・morph-tokyo）
masaki shinya satoh hiroyuki LIVE 2013 「LIVE DUO 〜HAPPY X'mas〜」
（2013年12月21日：京都・LiVE Buzz KYOTO：2回公演、22日：名古屋・Live House MUJIKA：1回公演、23日：LIVE labo YOYOGI：2回公演）
masaki shinya satoh hiroyuki LIVE 2014 「LIVE DUO 〜Happy New Year〜」
（2014年1月19日：大塚Deepa：2回公演、25日：梅田Zeela：2回公演）
DUO Casual Dinner Show & Lunch Patry Live 「ふたつのライン」 
　　　（2014年6月15日、Music Restaurant La Donna）
- 1月21日 - 2月26日　AHDDイベント　徳島・淡路島・京都・嵐山・福井
- 2月5日 AHイベント　浅草・上野
- 3月4日 AHDDイベント　高尾山
- 3月17日 - 4月8日 AHDDイベント　箱根・山梨（大月）・千葉（南房総）・山口（下関）・長崎（佐世保）・浜名湖（予定）

## ディスコグラフィ

### 配信限定
| ＃ | 配信開始日    | タイトル                          |
| -- | ------------- | --------------------------------- |
| 1  | 2011年12月2日 | Walk This Way／降りだした雨ならば |
| 2  | 2012年1月24日 | 蒼い夏                            |
| 3  | 2012年8月21日 | Crown Only For You                |

### DVD
- 2006年 5月　密着！URA.SHINYA（2枚組）
- 2007年 2月　shinya masaki らいぶ・ライブ・LIVE　2006FINALダイジェスト版
- 2011年11月　DVDマガジン「Natural」Vol.1　（完全限定販売）